# Varronia brownei
Varronia brownei là loài thực vật có hoa trong họ Mồ hôi. Loài này được (Friesen) Borhidi miêu tả khoa học đầu tiên năm 1988.